# Harry Lee (atleta)
Harry Glover Lee (Waterloo, 22 febbraio 1877 – Los Angeles, 10 marzo 1937) è stato un velocista statunitense.

## Biografia
Prese parte ai Giochi olimpici di Parigi del 1900 nella gara dei 400 metri piani, in cui si qualificò per la finale ma si ritirò perché essa si disputava di domenica.